# 김다니엘
김다니엘(1997년 3월 18일 ~ )은 대한민국의 가수, 웨이브 투 어스, (더 폴스) 멤버다.

## 방송
- 더 시즌즈 - 이효리의 레드카펫